# Roberto Moreno
Roberto „Pupo“ Moreno (11. února 1959, Rio de Janeiro) je brazilský automobilový závodník. Zúčastnil se 75 grand prix, vybojoval jedno pódiové umístění a dohromady získal 15 bodů. V roce 1988 se stal mistrem Formule 3000. V současnosti testuje v sériích Champ Car a IRL.

## Formule 1

### 1982, 1987: Náhradník
Při Grand Prix Nizozemska 1982 zaskakoval za zraněného Nigela Mansella u Lotusu, avšak po nedostatečné přípravě se ani nekvalifikoval. V roce 1987 si napravil reputaci, když v Grand Prix Japonska 1987 nahradil Pascala Fabreho u týmu AGS, v následující velké ceně obsadil 6. místo a získal jak pro sebe, tak pro tým vůbec první bod.

### 1989: Coloni
Po získání titulu šampiona Formule 3000 přešel do Formule 1 jako oficiální pilot. Podepsal smlouvu se stájí Coloni, ovšem s jejím nekonkurenceschopným autem se pouze čtyřikrát kvalifikoval do závodu a ani jeden z nich nedokončil.

### 1990: EuroBrun
Pro sezonu 1990 sehnal místo u týmu EuroBrun, v sezoně se kvalifikoval pouze do 2 ze 14 závodů.

### 1990-1991: Benetton, Jordan, Minardi
Když zjistil, že se EuroBrun nezúčastní posledních dvou závodů, kontaktoval stáj Benetton F1 a začal se zajímat o její druhý monopost, který se uvolnil poté, co Alessandro Nannini přišel o ruku při nehodě helikoptéry. Při svém debutu v Grand Prix Japonska 1990 získal skvělé druhé místo za přítelem z dětství a týmovým kolegou Nelsonem Piquetem, k tomuto výsledku mu jistě pomohl i fakt, že velká část jezdců závod nedokončila, například Alain Prost a Ayrton Senna kolidovali již v prvním kole.
Pro sezonu 1991 byl jmenován druhým jezdcem Benettonu. Obsadil dvakrát 4. místo a v Grand Prix Belgie 1991 zajel nejrychlejší kolo závodu. Po závodě byl však z týmu vyhozen, aby uvolnil místo Michaelu Schumacherovi, kterého nahradil u týmu Jordan Grand Prix. Poslední závod odjel u týmu Minardi.

### 1992: Andrea Moda Formula
V roce 1992 podepsal smlouvu s týmem Andrea Moda Formula, avšak jeho netestovaným vozem se kvalifikoval pouze do Grand Prix Monaka 1992. Po vyloučení týmu na zbytek závodů po Grand Prix Belgie 1992 se načas s královskou třídou musel rozloučit.

### 1995: Forti
Do F1 se vrátil s ambiciózním týmem Forti, jehož vůz byl však nejpomalejším ve startovním poli, a tak se Morenovým nejlepším výsledkem stala 14. příčka při Grand Prix Belgie 1995. Královnu motosportu opustil po nehodě v pitlane v Grand Prix Austrálie 1995.

## Kariéra mimo Formuli 1
Dva roky (1993, 1994) strávil v šampionátech cestovních vozů v Itálii a Francii.
Z F1 odešel do zámoří, kde závodil v sérii ChampCar. V roce 1996 získal v Michiganu 3. místo pro tým Patron-Coyne. V následující sezoně vystřídal tři týmy, nejlépe dojel pátý v Detroit pro tým Newman-Haas. Roku 1998 pilotoval vozy dvou stájí (Newman/Haas a PacWest) a obsadil dvě 4. příčky. Roku 1999 absolvoval svůj první závod v Indy Racing League a skončil šestý. V 500 mil Indianapolis obsadil 20. příčku pro tým Truscelli Team Racing. Sezonu 2000 pilotoval vůz stáje Patrick Racing Reynard Motorsport-Ford a celkově skončil na 3. pozici. V prvním závodě v Clevelandu dokázal vyhrát, což se mu naposledy povedlo před 12 lety. Zvítězil ještě ve Vancouveru. Roku 2003 podepsal smlouvu s Herdez Competition a v Miami jejich monopost dovezl k druhému místu. Na konci roku se rozloučil s aktivní závodní kariérou.
V srpnu 2006 neodolal a přijal nabídku testovat nový vůz Panoz chystaný pro sérii Champ Car. Ve stejném roce se účastnil také závodů brazilských Stock Car a závodu v St. Petersburgu na Floridě v sérii IRL. Následující sezonu v týmu Pacific Coast Motorsport v Houstonu nahradil Alexe Figgea. Zaskakoval také při 500 mil Indianapolis u týmu Chastain Motorsport, avšak závod po nehodě dokončil poslední.

## Kompletní výsledky ve Formuli 1
| Legenda k tabulce | Legenda k tabulce                                                                       |
| Barva             | Výsledek                                                                                |
| ----------------- | --------------------------------------------------------------------------------------- |
| Zlatá             | Vítěz                                                                                   |
| Stříbrná          | 2. místo                                                                                |
| Bronzová          | 3. místo                                                                                |
| Zelená            | Bodované umístění                                                                       |
| Modrá             | Nebodované umístění                                                                     |
| Modrá             | Dokončil neklasifikován (NC)                                                            |
| Fialová           | Odstoupil (Ret)                                                                         |
| Červená           | Nekvalifikoval se (DNQ)                                                                 |
| Červená           | Nepředkvalifikoval se (DNPQ)                                                            |
| Černá             | Diskvalifikován (DSQ)                                                                   |
| Bílá              | Nestartoval (DNS)                                                                       |
| Bílá              | Závod zrušen (C)                                                                        |
| Světle modrá      | Pouze trénoval (PO)                                                                     |
| Světle modrá      | Páteční testovací jezdec (TD)                                                           |
| Bez barvy         | Netrénoval (DNP)                                                                        |
| Bez barvy         | Vyřazen (EX)                                                                            |
| Bez barvy         | Nepřijel (DNA)                                                                          |
| Bez barvy         | Odvolal účast (WD)                                                                      |
| Bez barvy         | Nezúčastnil se (prázdné)                                                                |
| Označení          | Význam                                                                                  |
| Tučnost           | Pole position                                                                           |
| Kurzíva           | Nejrychlejší kolo                                                                       |
| †                 | Jezdec nedojel do cíle, ale byl klasifikován, protože odjel více než 90 % délky závodu. |
| ‡                 | Byl udělován poloviční počet bodů, protože bylo odjeto méně než 75 % délky závodu.      |
| Horní index       | Umístění bodujících jezdců ve sprintu                                                   |

| Rok  | Tým                 | Šasi            | Motor       | 1       | 2        | 3        | 4        | 5        | 6       | 7        | 8        | 9        | 10       | 11       | 12       | 13       | 14       | 15       | 16       | 17      | Umístění  | Body |
| ---- | ------------------- | --------------- | ----------- | ------- | -------- | -------- | -------- | -------- | ------- | -------- | -------- | -------- | -------- | -------- | -------- | -------- | -------- | -------- | -------- | ------- | --------- | ---- |
| 1982 | John Player Lotus   | Lotus 91        | Cosworth V8 | RSA     | BRA      | USW      | SMR      | BEL      | MON     | USE      | CAN      | NED DNQ  | GBR      | FRA      | GER      | AUT      | SUI      | ITA      | LVS      |         | -         | 0    |
| 1987 | Team AGS            | AGS JH22        | Cosworth V8 | BRA     | SMR      | BEL      | MON      | USA      | FRA     | GBR      | GER      | HUN      | AUT      | ITA      | POR      | ESP      | MEX      | JPN Ret  | AUS 6    |         | 19. místo | 1    |
| 1989 | Coloni SpA          | Coloni FC188B   | Cosworth V8 | BRA DNQ | SMR DNQ  | MON Ret  | MEX DNQ  | USA DNQ  |         |          |          |          |          |          |          |          |          |          |          |         | -         | 0    |
| 1989 | Coloni SpA          | Coloni C3       | Cosworth V8 |         |          |          |          |          | CAN Ret | FRA DNQ  | GBR Ret  | GER DNPQ | HUN DNPQ | BEL DNPQ | ITA DNPQ | POR Ret  | ESP DNPQ | JPN DNPQ | AUS DNPQ |         | -         | 0    |
| 1990 | EuroBrun Racing     | EuroBrun ER189  | Judd V8     | USA 13  | BRA DNPQ | SMR Ret  | MON DNQ  | CAN DNQ  |         |          |          |          |          |          |          |          |          |          |          |         | 10. místo | 6    |
| 1990 | EuroBrun Racing     | EuroBrun ER189B | Judd V8     |         |          |          |          |          | MEX DNQ | FRA DNPQ | GBR DNPQ | GER DNPQ | HUN DNPQ | BEL DNPQ | ITA DNPQ | POR DNPQ | ESP DNPQ |          |          |         | 10. místo | 6    |
| 1990 | Benetton Formula    | Benetton B190   | Ford V8     |         |          |          |          |          |         |          |          |          |          |          |          |          |          | JPN 2    | AUS 7    |         | 10. místo | 6    |
| 1991 | Camel Benetton Ford | Benetton B190B  | Ford V8     | USA Ret | BRA 7    | SMR 13   | MON 4    | CAN Ret  | MEX 5   | FRA Ret  | GBR Ret  | GER 8    | HUN 8    | BEL 4    |          |          |          |          |          |         | 10. místo | 8    |
| 1991 | Team 7UP Jordan     | Jordan 191      | Ford V8     |         |          |          |          |          |         |          |          |          |          |          | ITA Ret  | POR 10   | ESP      | JPN      |          |         | 10. místo | 8    |
| 1991 | Minardi Team        | Minardi M191    | Ferrari V12 |         |          |          |          |          |         |          |          |          |          |          |          |          |          |          | AUS 16   |         | 10. místo | 8    |
| 1992 | Andrea Moda Formula | Moda S921       | Judd V10    | RSA     | MEX      | BRA DNPQ | ESP DNPQ | SMR DNPQ | MON Ret | CAN DNPQ | FRA DNA  | GBR DNPQ | GER DNPQ | HUN DNQ  | BEL DNQ  | ITA DNP  | POR      | JPN      | AUS      |         | -         | 0    |
| 1995 | Parmalat Forti Ford | Forti FG01      | Ford V8     | BRA Ret | ARG NC   | SMR NC   | ESP Ret  | MON Ret  | CAN Ret | FRA 16   | GBR Ret  | GER Ret  | HUN Ret  | BEL 14   | ITA Ret  | POR 17   | EUR Ret  | PAC 16   | JPN Ret  | AUS Ret | -         | 0    |